# Tomislav Ketig
Tomislav Ketig (Nova Gradiška, 17. rujna 1932.) je hrvatski književnik, pjesnik, pripovjedač, romanopisac, dramaturg, enciklopedist i esejist iz Vojvodine. Pisao je studije iz povijesti i književne kritike.

## Biografija
Rodio se u Novoj Gradiški, u Hrvatskoj. Za vrijeme drugog svjetskog rata je živio u Beloj Crkvi. 
Do studija je živio i u Bjelovaru.
Gimnaziju je pohađao u Novom Sadu, koji mu je poslije postao stalnim boravištem. Poslije je apsolvirao na beogradskom Medicinskom fakultetu, a nakon toga je studirao je filozofiju u Novom Sadu.
Radio je u izdavačkim kućama i novinsko-izdavačkim poduzećima u Novom Sadu. 
Surađivao je na enciklopedijskim projektima. U Enciklopediji Jugoslavije je objavio preko 100 članaka. 
1992. je otišao u mirovinu. I nakon umirovljenja se bavi enciklopedističkim radom. Danas je glavni urednik Enciklopedije Vojvodine pri Vojvođanskoj akademiji znanosti i umjetnosti.
Djela su mu prevedena na albanski, francuski, mađarski, makedonski, nizozemski, njemački, slovački, slovenski, rumunjski, ruski, rusinski, švedski i talijanski.
Član je Društva hrvatskih književnika, Društva književnika Vojvodine i hrvatskog PEN-centra.

## Djela
- Prometej u povratku, 1962.
- Vozačev nokturno, 1964.
- U cara Trajana kozje uši, 1965. (velik uspjeh u inozemstvu)
- Posljednji dani Sirakuze, 1967. (velik uspjeh u inozemstvu)
- Pomračenja, 1969.
- Slepi putnici, 1972.
- Lude godine, 1973.
- Sanjari i fotografi zore, 1975.
- Kulosfera, 1978.
- Amanet, 1981. (dobitnica nagrade "Stražilovo")
- Poeme i balade, 2002.
- Velebitski orao (roman) - 2007.
- Duga senka svitanja I. i II. (roman) - 2007. (na srpskom)
- Rakova djeca (roman) - 2007.

## Nagrade
- nagrada Stražilovo 1981. za zbirku pjesama Amanet
- Orden bratstva i jedinstva sa srebrnim zracima
- Oktobarska nagrada Novog Sada 2002.
- nagrade za životno djelo "Balint Vujkov – dida" 2014.[1]